# Kathedrale von Ourense

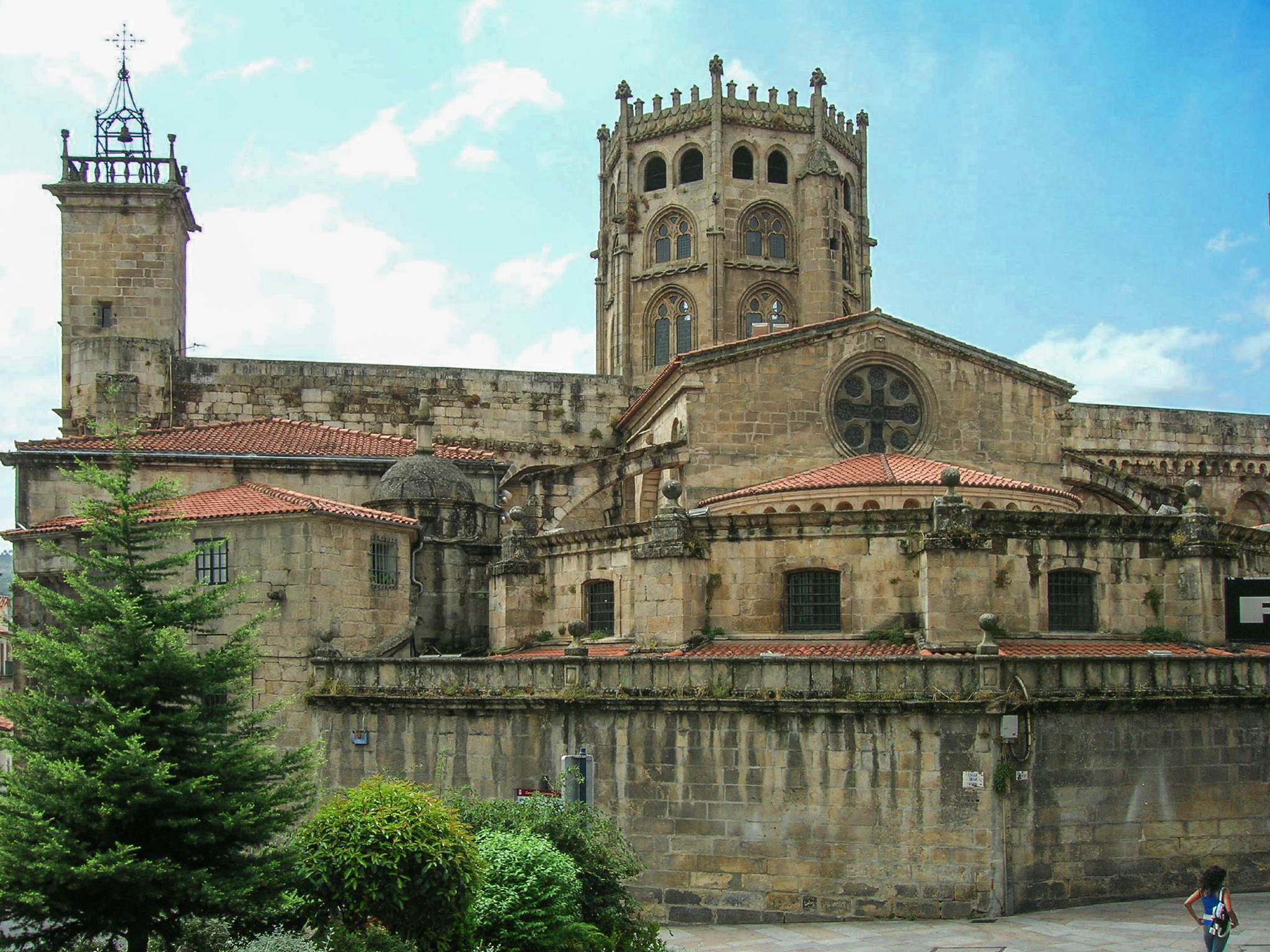
Kathedrale von Ourense

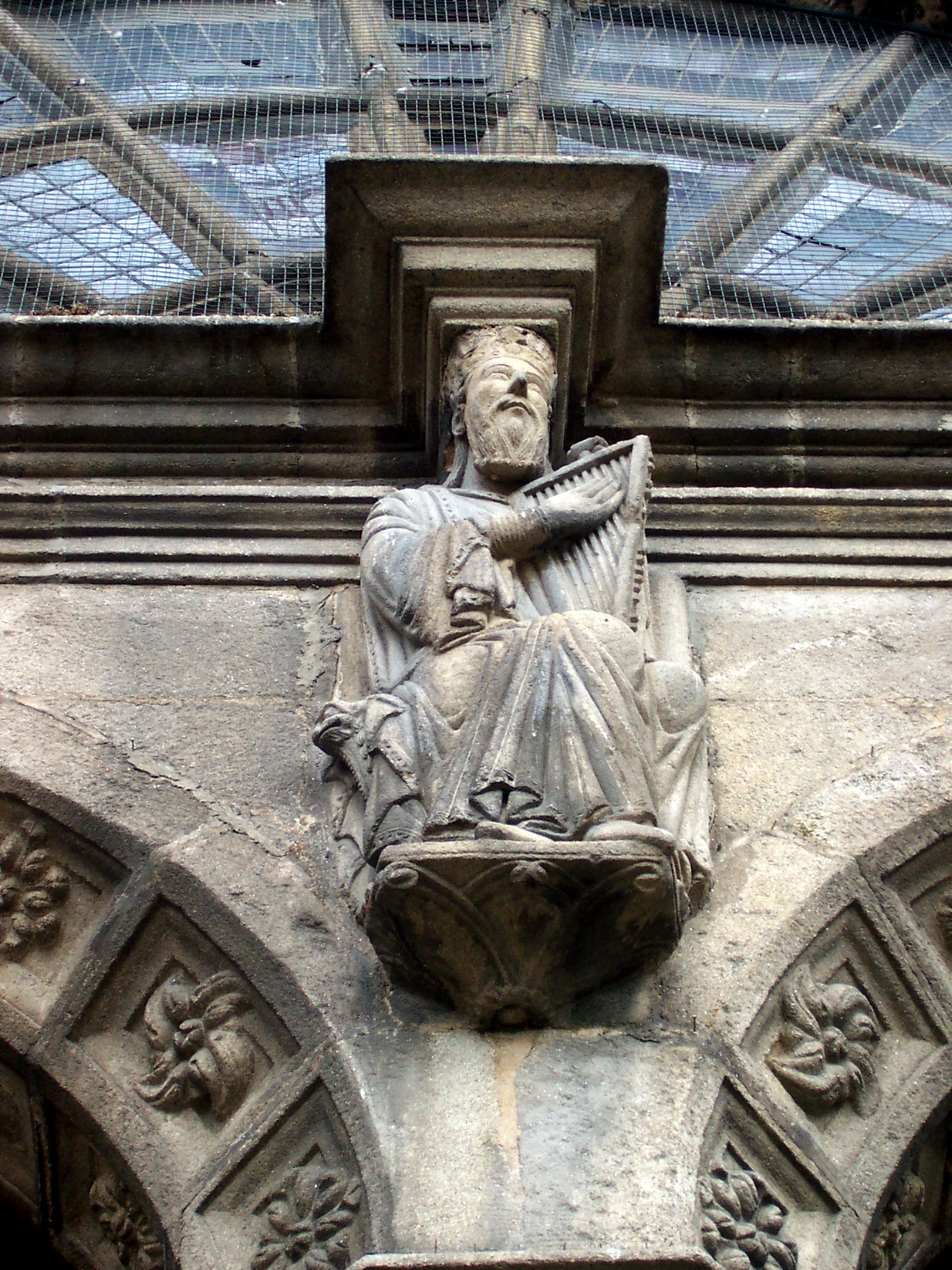
Westfassade, König David

Die Kathedrale von Ourense ist die Bischofskirche des Bistums Ourense in der spanischen Autonomen Gemeinschaft Galicien. Sie trägt das Patrozinium des heiligen Martin von Tours und steht am Übergang von der Romanik zur Gotik. Ihre Ursprünge reichen bis ins späte 12. Jahrhundert zurück. Aus romanischer Zeit hat sie einen reichen Skulpturenschmuck bewahrt und aus der Renaissance sind bedeutende Altarretabel und das Chorgestühl erhalten. 1887 wurde der Kathedrale vom Papst der Titel einer Basilica minor verliehen. Am 3. Juni 1931 wurde sie zum Kulturdenkmal (Monumento Nacional) erklärt.

## Geschichte
Die Gründung des Bistums von Orense wird auf die Zeit der Suebenherrschaft zurückgeführt. Im Zuge der maurischen Eroberung der iberischen Halbinsel im 8. Jahrhundert fiel auch Ourense unter arabische Herrschaft. Unter Alfons III. el Magno (866–910) wurde die Stadt zurückerobert und wieder Bischofssitz. Die Crónica Albeldense erwähnt einen Bischof namens Sebastián und die Existenz einer Kathedrale. Unter dem König Sancho II. (1065–1072) wurde die Kirche Santa María Madre errichtet, der Vorgängerbau der heutigen Kathedrale. Letztere wurde ab dem Ende des 12. Jahrhunderts bis in die zweite Hälfte des 13. Jahrhunderts gebaut.

## Architektur
Die Kathedrale San Martín hat den Grundriss eines lateinischen Kreuzes. Das Langhaus ist dreischiffig. Es erstreckt sich über acht Joche und trägt ein Kreuzrippengewölbe. Mittel- und Seitenschiffe trennen Spitzbogenarkaden, die auf achteckigen Pfeilern mit Säulenvorlagen ruhen.
Die Halbsäulen sind mit Blatt- und Figurenkapitellen versehen. Die Querhäuser erstrecken sich über drei Joche. Die Kathedrale besitzt drei Portale.

## Portal des nördlichen Querschiffes

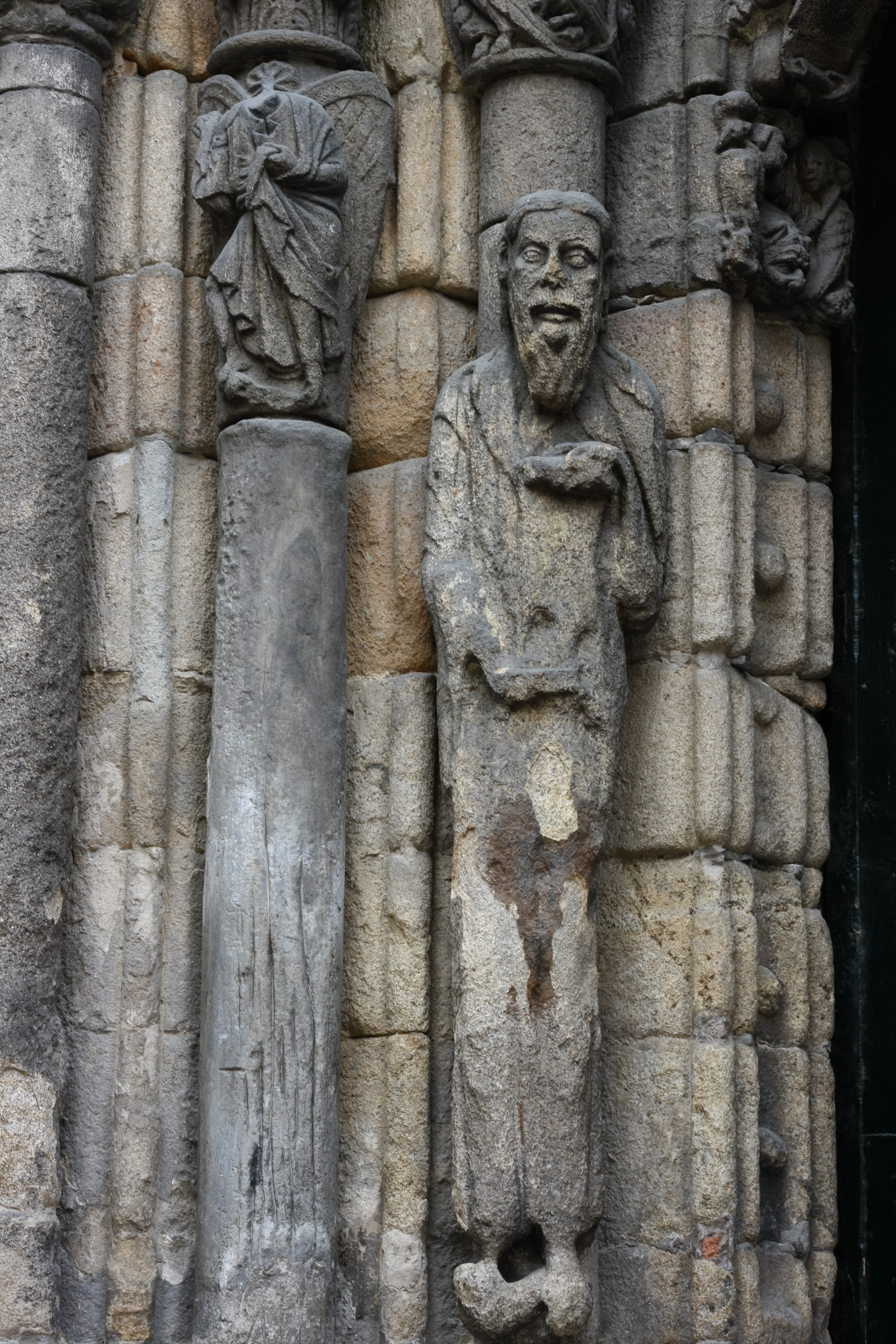
Linkes Gewände des Nordportals mit der Darstellung eines Propheten

Das romanische Portal des nördlichen Querhauses wurde im 15. Jahrhundert nach Beschädigungen verändert. Es wird von drei Archivolten überspannt, die auf je drei mit Kapitellen verzierten Säulen aufliegen. Zwei Gewändefiguren, die als Prophet (links) bzw. Apostel (rechts) interpretiert werden, sind noch vom romanischen Portal erhalten. Auf einer Säule ist ein Engel dargestellt, dessen Kopf abgeschlagen ist. Über dem Portal befindet sich eine in einen Rundbogen gefasste Darstellung aus dem 15. Jahrhundert. Unter einem Kreuz halten Engel die Leidenswerkzeuge und Kelche für das Blut Christi. In der Mitte sitzt Maria mit dem Leichnam ihres Sohnes auf dem Schoß. Zu ihrer Rechten steht Johannes mit einem Buch in der Hand, neben ihm der hl. Martin, der Patron der Kathedrale, der auf einem Pferd sitzt und seinen Mantel mit einem Bettler teilt. Links von Maria stehen Maria Magdalena mit ihrem Attribut, dem Parfümflacon, der Apostel Jakobus, als Pilger gekleidet, und Petrus mit zwei großen Schlüsseln in der Hand.

## Portal des südlichen Querschiffes
Das Portal des südlichen Querhauses ist ähnlich gestaltet wie das des nördlichen Querschiffes jedoch besser erhalten. Die drei Archivolten wie die Kapitelle der Gewändesäulen sind mit Figuren und Pflanzenmotiven verziert. Die beiden mittleren Figuren des innersten, gezackten Bogens der Laibung werden als König Salomo und Königin von Saba interpretiert, die eine Disputation zu führen scheinen. Auf dem linken mittleren Kapitell windet sich eine Person aus dem Laubwerk heraus und streckt ihr nacktes Knie hervor. Den oberen Abschluss der Portalzone bildet ein Rundbogenfries, der auf mit Figuren versehenen Kragsteinen aufliegt. In den Feldern zwischen den Bögen sind Tiere und Blätter mit ausgeprägten Rippen skulptiert.

## Pórtico del Paraíso

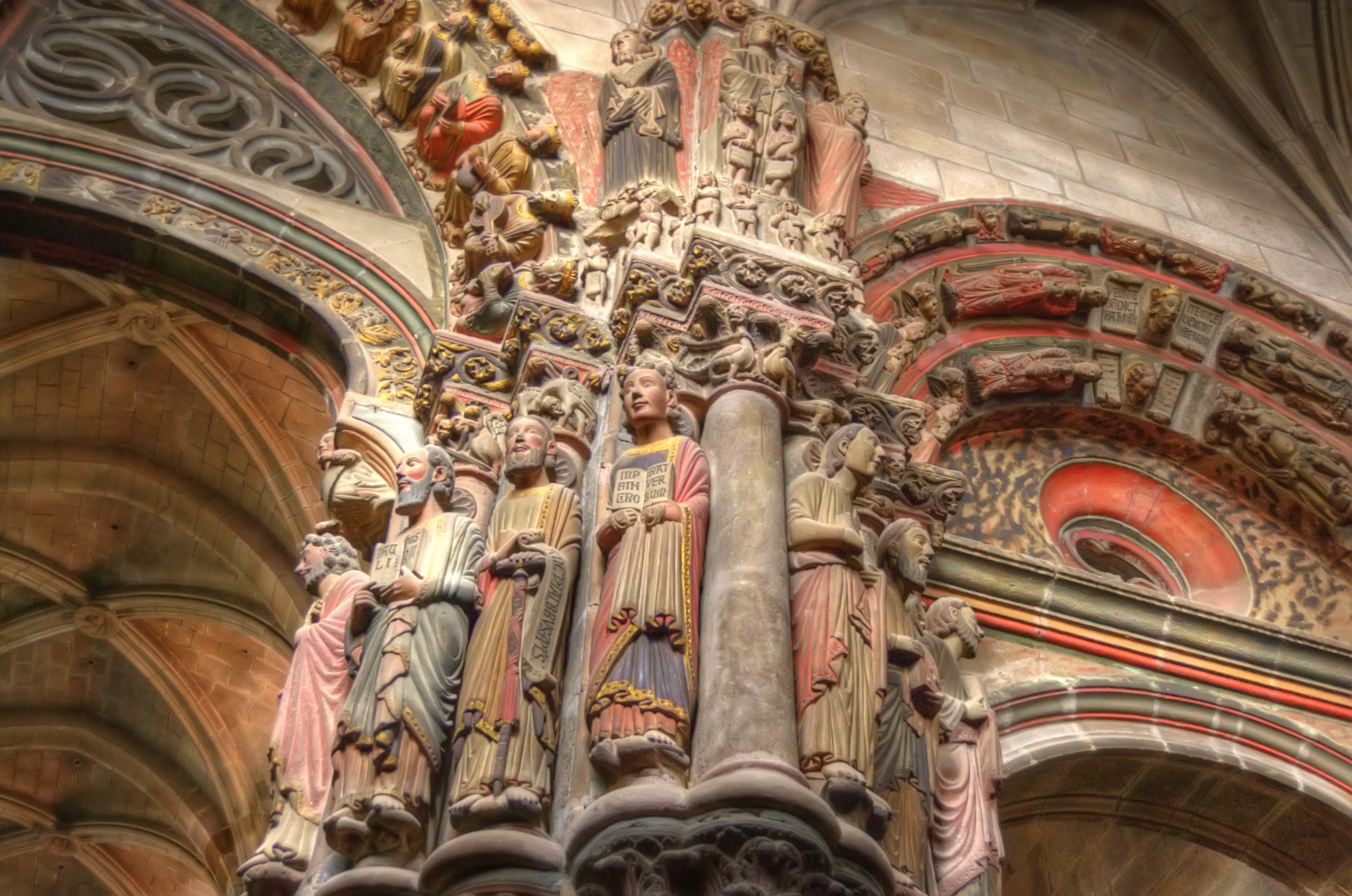
Pórtico del Paraíso

Der Pórtico del Paraíso (Vorhalle des Paradieses) wurde unter dem Pontifikat des Bischofs Lorenzo (1218–1248) in der ersten Hälfte des 13. Jahrhunderts geschaffen und ist inspiriert vom Pórtico de la Gloria der Kathedrale von Santiago de Compostela des Maestro Mateo. Er bildet den westlichen Abschluss des Langhauses, zu dem er sich in drei Rundbogenarkaden öffnet. Hier wird das Himmlische Jerusalem dargestellt, wie es in der Geheimen Offenbarung beschrieben ist. In den vier Ecken des Gewölbes stehen Engel, die Posaune blasen und das Jüngste Gericht ankündigen. Auf den Archivolten der mittleren Arkade sind die 24 Greise der Apokalypse dargestellt, die Musikinstrumente wie Viola, Psalterium, Drehleier oder Flöte spielen. Auf den Säulen unter den Archivolten stehen Propheten und Apostel, die Schriftrollen mit ihrem Namen in den Händen halten. Auf den Archivolten der südlichen Arkade sind die Seligen und die Verdammten dargestellt, deren Urteil auf den beiden Schriftrollen in der Mitte geschrieben steht: VENITE BENEDICTI PATRIS MEI (Kommt her, ihr Gesegneten meines Vaters) bzw. ITEM  MALEDICTI IN IGNEM ETERNUM (Gehet hin von mir, ihr Verfluchten, in das ewige Feuer) (Matthäus 25,34 und 41).

## Chorraum und Vierung

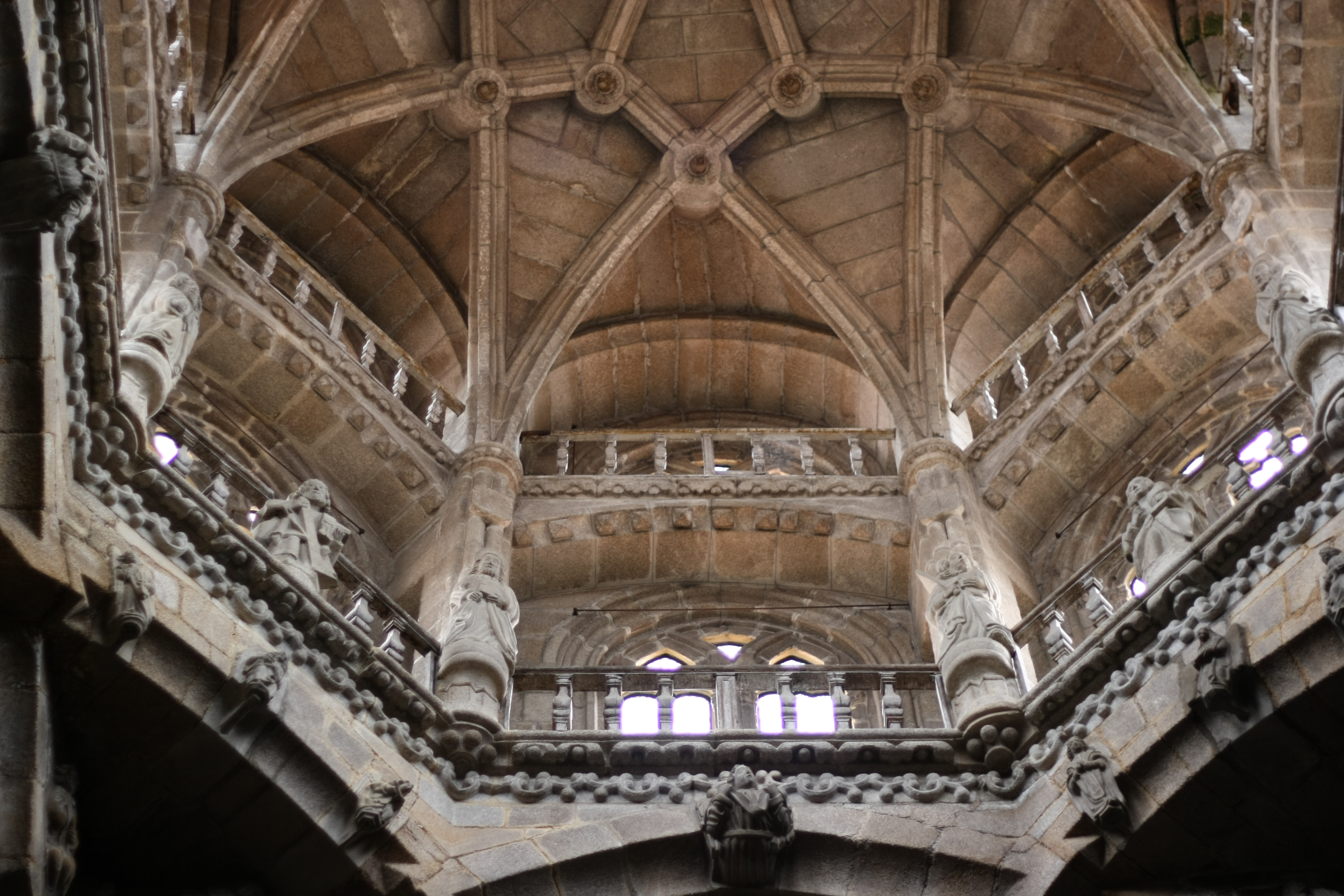
Kuppel über der Vierung

Über der Vierung erhebt sich über Trompen eine achtteilige Kuppel mit einem Sterngewölbe und den Skulpturen der zwölf Apostel. Sie ist das Werk von Rodrigo de Badajoz und entstand zwischen 1499 und 1505.
Den Abschluss des Altarraumes bildet ein die gesamte Ostwand einnehmender Schnitzaltar aus dem frühen 16. Jahrhundert, der dem flämischen Bildhauer Cornielles de Hollanda zugeschrieben wird. Auf dem Retabel ist in 19 Szenen das Leben Jesu dargestellt, von der Geburt Mariens bis zur Auferstehung Christi. Die einzelnen Szenen werden ergänzt durch 40 vollplastische Darstellungen von Propheten, Aposteln, Heiligen und Märtyrern, die im 19. Jahrhundert eine weiße, marmorähnliche Farbfassung erhielten.
In der Apsis befindet sich heute ein Teil des Chorgestühls aus Nussbaumholz, das Ende des 16. Jahrhunderts von Diego de Solís und Juan de Angés angefertigt wurde. Ursprünglich bestand es aus zwei Reihen mit insgesamt 70 Sitzen und war in den ersten drei Jochen des Hauptschiffes untergebracht. Es ist reich skulptiert mit Personen des Alten und Neuen Testamentes, mit Kirchenvätern und Propheten, den Aposteln und Evangelisten, zahlreichen Heiligen, Darstellungen der Tugenden und Szenen des Paradieses.

## Capilla del Cristo
Mit mehreren vergoldeten Schnitzaltären ausgestattet ist die Capilla del Cristo, die sich im Osten an das nördliche Querhaus anschließt. Unter einem geschnitzten, vergoldeten Baldachin befindet sich der Hauptaltar der Kapelle mit einem Kruzifix aus dem 14. Jahrhundert. An den Wänden sind weitere Teile des Chorgestühls aus dem 16. Jahrhundert untergebracht. Auf drei Seiten der Kapelle verläuft eine Empore, an deren Unterseite in Palisanderholz geschnitzt die zehn Sibyllen dargestellt sind. Die Reliefs wurden 1703 von Castro Canseco geschaffen.

## Weitere Ausstattung
In der Kirche befinden sich acht Wandnischengräber mit Liegefiguren aus dem 13. bis 15. Jahrhundert. In sechs Gräbern sind Bischöfe von Ourense bestattet. In der Capilla de la Asunción wird ein romanisches Kruzifix des Viernageltypus aufbewahrt. Die Gitter vor dem Chor und an der Capilla del Santo Cristo wurden Ende des 16. bzw. Anfang des 17. Jahrhunderts geschaffen von Juan Bautista Celma, ebenso die beiden Kanzeln.

## Orgel
Die Orgel der Kathedrale wurde 1924 von der Orgelbaufirma Elezgaray & Co erbaut und im Jahre 1978 von der Orgelbaufirma Aspiazu umfassend restauriert. Das Instrument hat 28 Register auf zwei Manualen und Pedal.
| I Gran Órgano C–c4 |                |       |
| 1.                 | Montre         | 16′   |
| 2.                 | Principal      | 8′    |
| 3.                 | Bordón         | 8′    |
| 4.                 | Octava         | 4′    |
| 5.                 | Nazardo        | 2 ⁄3′ |
| 6.                 | Lleno IV       |       |
| 7.                 | Trompeta magna | 8′    |
| 8.                 | Clarín         | 4′    |

| II Recitativo C–c4 |                  |    |
| 9.                 | Bordón           | 8′ |
| 10.                | Flauta travesera | 8′ |
| 11.                | Trompa nocturna  | 8′ |
| 12.                | Viola de gamba   | 8′ |
| 13.                | Principal        | 4′ |
| 14.                | Octavín          | 2′ |
| 15.                | Clarín           | 4′ |
|                    | Trémolo          |    |

| II Positivo C–c4 |               |    |
| 16.              | Violón        | 8′ |
| 17.              | Salicional    | 8′ |
| 18.              | Octavante     | 4′ |
| 19.              | Quincena      | 2′ |
| 20.              | Clarinete     | 8′ |
| 21.              | Trompeta real | 8′ |
|                  | Trémolo       |    |

| Pedal C–f1 |               |     |
| 22.        | Contrabajo    | 16′ |
| 23.        | Subbajo       | 16′ |
| 24.        | Bordón dulce  | 16′ |
| 25.        | Bordón        | 8′  |
| 26.        | Bajo          | 8′  |
| 27.        | Octava        | 4′  |
| 28.        | Gran Bombarda | 16′ |

## Kreuzgang
An die Südseite der Kathedrale schließen sich die vier Joche des Kreuzganges an. Er wurde gegen Ende des 13. Jahrhunderts oder Anfang des 14. Jahrhunderts begonnen und nicht fertiggestellt. Die vier Joche sind mit Kreuzrippengewölben versehen, die von Säulenbündeln getragen werden. Ihre Kapitelle sind mit figürlichen Szenen und Pflanzenmotiven skulptiert.